# سمية هادي
سمية هادي هي لاعبة كرة قدم مغربية، من مواليد 30 يونيو 1998، تلعب كمدافعة لفريق المكناسي والمنتخب المغربي للسيدات.

## مهنة النادي
لعبت في النادي المكناسي المغربي.

## مهنة دولية
تلعب مع المنتخب المغربي تحت 20 عاماً والشباب.